# Ronchinne
Ronchinne est un hameau de la commune belge d'Assesse située en Région wallonne dans la province de Namur.
Avant la fusion des communes de 1977, la localité faisait partie de la commune de Maillen.

## Situation
Ce hameau condrusien se situe au-dessus du versant nord de la vallée du Crupet entre les localités d'Ivoy, Mont et Crupet.

## Patrimoine
Le château de Ronchinne appelé aussi château de la Poste est construit de 1884 à 1890 par Charles-Joseph Logé au sein du domaine de Ronchinne d'une superficie de 42 ha. Résidence de la princesse Clémentine de Belgique, fille du roi des Belges Léopold II de 1909 à 1945, le château est actuellement utilisé comme résidence hôtelière.
Le hameau possède aussi deux fermes isolées situées sur un tige  (altitude : 270 m) : la ferme de Haut-le-Bois et celle de Coux.